# Noureddine Morceli
Noureddine Morceli (em árabe: نور الدين مرسلي, Nūr ud-Dīn Mursilī) (Tenés, 28 de fevereiro de 1970) é um ex-atleta da Argélia e maior nome dos 1500 metros nos anos 90, quando tornou-se tricampeão mundial e campeão olímpico em Atlanta 1996. Imbatível nesta prova entre 1992 e 1996, neste período ele quebrou recordes mundiais em seis distâncias diferentes (1500 m, 1500 m em pista coberta, milha, 2000 m e 3000 metros).

## Carreira
Morceli surgiu internacionalmente no atletismo quando conquistou a medalha de prata desta prova no Campeonato Mundial Júnior de Atletismo de 1988, aos 18 anos, no Canadá. Passando a disuptar campeonatos adultos a partir de 1990, em 1991 ele quebrou o recorde mundial em pista coberta da prova em Sevilha, Espanha, com a marca de 3m34s16. Nove dias depois, conquistou a medalha de ouro do Mundial na mesma pista. Permanecendo imbatível naquele ano, em agosto venceu o Campeonato Mundial de Atletismo em Tóquio, no Japão, em 3m32s84, recorde do campeonato.
Depois de quebrar o recorde mundial dos 1000 m em fevereiro de 1992, ele chegou aos Jogos Olímpicos de Barcelona como favorito à medalha de ouro nos 1500 m, mas conseguiu apenas o sétimo lugar, graças ao ritmo lento da primeira metade da prova, ao qual ele não estava acostumado. Entretanto, dez dias depois dos Jogos, Morceli fez sua melhor marca pessoal (3m30s76) em Zurique, e em setembro do mesmo ano estabeleceu nova marca mundial para os 1500 m, 3m28s86, em Rieti, Itália.
Seu domínio mundial na prova continuou nos anos seguintes, com o tricampeonato mundial dos 1500 m, vencendo nos campeonatos mundiais de Stuttgart 1993 e Gotemburgo 1995, além de mais um recorde mundial, na milha, em 1993, no mesmo torneio de Rieti em que quebrou o recorde mundial dos 1500 m no ano anterior. Em 1994, ele quebrou novamente seu próprio recorde mundial dos 1500 m em Nice, na França, (3m27s37) e o recorde dos 3000 metros.
Em 1996, Morceli começou o ano fazendo a melhor marca da temporada, porém, um novo desafiante começou a aparecer, Hicham El Guerrouj, do Marrocos, atual recordista mundial com 3:26.00 (14 de julho de 1998 Roma), que pouco depois, em Hengelo, na Itália, fez um tempo apenas um centésimo de segundo superior ao seu. Assim, ele chegou para os Jogos Olímpicos de Atlanta sob enorme pressão.
Ele venceu sua semifinal dos 1500 m e El Guerrouj venceu a dele, e todos esperaram pelo duelo final entre os dois. Na final, com os 12 atletas levando a prova com parciais no 400=1:01.03; 800= 2:01.63, Morceli assume a liderança aos 900 metros, na altura dos 1000 metros Hicham El Guerrouj avança no intuito de apropria-se da liderança, mas Morceli responde impetuosamente de modo a não deixá-lo do lado, faltando uns 10 metros para última volta (1090 metros), Hicham El Guerrouj tropeça e cai ficando em último lugar, desestabilizando (susto e saltos) o restante dos meio-fundistas atrás de Morcelli, aproveitando-se da vantagem ao som do sino de última volta, faz a parcial nos 1100= 2:42.28, arranca passando aos 1200= 2:55.49, cruzando a linha de chegada com 3:35.79, deixando a medalha de prata para o campeão de Barcelona 1992, Fermín Cacho, da Espanha, tornando-se campeão olímpico em Atlanta. Apesar dessa prova de 1500 metros não está entre as 10 mais rápidas em Olimpíadas, é uma célebre recordação aos fãs e testemunhas, por se dar em cima de uma lenda como Hicham El Guerrouj, que agrega e aumenta o teor dramático do evento.
A partir de 1997, Morceli não conseguiu manter a mesma forma e sua carreira teve um declínio, com as provas de meio-fundo passando a ser dominadas por outros atletas, especialmente o marroquino Hicham El Guerrouj. Apesar de uma incrível carreira ele tem a décima melhor marca da história no 1500 e embora medalhista olímpico, não se encontra nas 10 melhores marcas olímpicas. Sua última participação olímpica foi em Sydney 2000, quando ficou apenas com a 12ª colocação.